# Carmen Domínguez
María del Carmen Domínguez Álvarez (Astúries, 10 de setembre de 1969) és una experta en glaciologia, aventurera i exploradora polar espanyola, doctora en matemàtiques i cofundadora del projecte Glackma, que ha desenvolupat un mètode únic per a l'estudi del canvi climàtic.

## Trajectòria
Va néixer a Oviedo però als 5 anys es va traslladar amb la seva família a Salamanca, ciutat on viu actualment. Va estudiar matemàtiques aplicades a la Universitat de Groningen (Holanda) i a la Universitat de Salamanca, on es va doctorar l'any 1998 i on exerceix com a professora titular des de 2001.
Apassionada per la naturalesa des de petita, en la seva recerca d'una aplicació pràctica a les matemàtiques, que Carmen sempre ha considerat una "caixa d'eines", la va acabar trobant en una xerrada d'Adolfo Eraso a Madrid sobre el Perito Moreno que la va convertir en una entusiasta de les glaceres. Després de la seva primera exploració a l'interior d'una glacera i de la seva primera immersió a l'Antàrtida, va tenir ben clar que la resta de la seva vida estaria dedicat a donar a conèixer als altres, la realitat de les regions polars.
Va engegar el projecte GLACKMA (Glacials, Criokarst i Ambient) l'any 2001 i posteriorment, l'any 2010, va cofundar, amb el mateix nom, una associació sense ànim de lucre, que s'encarrega de mesurar la descàrrega glacial, és a dir, el gel que es perd en forma d'aigua en els casquets polars de tots dos hemisferis. Per a això han implementat diverses estacions de mesurament i recopilació de dades (tant a l'Àrtida com a l'Antàrtida), instal·lades per ells mateixos a força d'escalada, espeleologia avançada i duríssims esforços, que els permeten conèixer el drenatge a l'interior de les glaceres. Aquestes sondes proporcionen informació actualitzada i constant sobre l'evolució de l'escalfament global.
La seva primera expedició a Islàndia va ser l'any 1997 i des de llavors ha realitzat més de 60 expedicions polars de fins a tres mesos de durada, pernoctant en tendes de campanya en llocs com l'Antàrtida, la Patagònia, Islàndia, Svalbard i Sibèria. 'Karmenka' és el sobrenom que els expedicionaris polars russos li van posar a Carmen i que ella ha triat com a signatura.
La importància del Projecte GLACKMA resideix en el fet que ha aconseguit engegar una xarxa d'estacions de registre del desglaç glacial a partir d'un mètode únic al món, aconseguint mesurar de manera precisa l'evolució de l'escalfament global. Porten des del 2001 generant sèries temporals amb interval horari de descàrrega glacial en cadascuna de les estacions que tenen implementades. El que GLACKMA ha creat és un eficient indicador del canvi climàtic. L'associació Glackma també es destaca per la seva faceta pedagògica i de divulgació científica i va ser declarada d'Utilitat Pública pel Ministeri de l'Interior l'any 2015.

## Obra
- Diario Polar, GLACKMA (2011), ISBN 978-84-939348-1-1.[6]

- Registro continuo de la descarga glaciar un indicador en tiempo presente de la evolución del calentamiento global, Edicions Universitat de Salamanca (2008). ISBN 978-84-7800-333-4. ISBN 978-84-9012-313-3 (.pdf).[7]